# Microsoft SharePoint Designer
Microsoft SharePoint Designer is een webdesignprogramma van Microsoft. Achtereenvolgende versies waren: Sharepoint Designer 2007, 2010 en 2013. Dit webdesignprogramma is, samen met Microsoft Expression Web, de opvolger van FrontPage. SharePoint Designer is beschikbaar voor Windows XP en hoger.
SharePoint Designer 2007 was oorspronkelijk niet gratis. Op 31 maart 2009 werd SharePoint Designer 2007 beschikbaar gemaakt als freeware.